# Ov Sulfur
Ov Sulfur ist eine im Jahr 2021 gegründete Deathcore-Band aus Las Vegas, Nevada, Vereinigte Staaten.

## Geschichte
Gegründet wurde Ov Sulfur Anfang des Jahres 2021 durch den ehemaligen Suffokate-Sänger Ricky Hoover. Ein erster musikalischer Output in Form einer Single erschien ebenfalls Anfang 2021. Eine erste feste Besetzung besteht aus Sänger Hoover, den beiden Gitarristen Cory Walker und Chase Wilson sowie aus Taylor und Parker Adsit, die am E-Bass bzw. am Schlagzeug zu hören sind. Im Juni gleichen Jahres folgte mit Oblivion eine weitere Single auf der Tim Lambesis als Gastsänger zu hören ist. Im August desselben Jahres folgte die Herausgabe einer EP mit sechs Titeln. Im Mai des Jahres 2022 unterschrieb die Band einen Vertrag mit dem deutschen Metal-Label Century Media.
Vom 12. bis 24. Oktober 2021 tourten Ov Sulfur als Vorband für Carnifex und Enterprise Earth durch den Süden der Vereinigten Staaten. Zwischen dem 10. und 23. Juni 2022 folgte eine Tournee als Vorgruppe für As I Lay Dying. Zudem absolvierte die Band Konzerte mit Impending Doom, Signs of the Swarm, Bury Your Dead, Whitechapel und Shadow of Intent. Im Januar des Jahres 2023 kündigte die Gruppe die Veröffentlichung ihres Debütalbums The Burden Ov Faith für den 24. März an.

## Musik
Die Musik wird der Gruppe wird in den Medien als „blackened Deathcore“ beschrieben. Inhaltlich besingt die Gruppe antireligiöse und religionskritische Themen. In ihrem Song Death Ov Circumstance über die Geschichte des Christentums in den Vereinigten Staaten, insbesondere um die Hexenprozesse von Salem während Stained in Rot die Versuche von Regierung und Kirche eins zu werden, um die Welt in eine Theokratie zu verwandeln, besingt.
Laut Jannik Kleemann von Metal.de liegen die musikalischen Einflüsse bei Lorna Shore, Behemoth und Ricky Hoovers ehemaliger Band Suffokate. Neben dem Deathcore und Einflüsse des Black Metal verarbeiten die Musiker auch symphonische Elemente. Der Gesang Hoovers wechsle zwischen tiefen Growls, fiesen Screams und überzeugendem Klargesang. Zum Einsatz kommen auch die für das Genre typischen Breakdowns.

## Diskografie
- 2021: Oblivion (EP, Eigenveröffentlichung)
- 2023: The Burden Ov Faith (Album, Century Media)